# Arctia brunhilda
Arctia brunhilda är en fjärilsart som beskrevs av O. Schultz. 1904. Arctia brunhilda ingår i släktet Arctia och familjen björnspinnare. Inga underarter finns listade i Catalogue of Life.